# Фредерикс, Фрэнки
Фрэнк (Фрэнки) Фредерикс (англ. Frank "Frankie" Fredericks, 2 октября 1967 года) — намибийский спринтер. Четырёхкратный серебряный призёр Олимпийских игр на дистанциях 100 и 200 метров. Двукратный чемпион мира на дистанции 200 метров. Обладатель мирового рекорда на дистанции 200 метров в помещении — 19,92. Единственный обладатель олимпийской медали от Намибии. Член МОК, глава координационной комиссии летних юношеских Олимпийских игр 2018 года.

## Биография
Фрэнки родился в Виндхуке. После окончания школы он пошёл работать на один из крупнейших в мире урановых рудников Rössing Uranium Mine. В 1987 году он в рамках сотрудничества его компании и университета Бригама Янга переезжает в Порво, США.
В настоящее время является членом совета директоров Rössing Uranium Mine. Также с 27 сентября 2005 года является послом доброй воли ЮНИСЕФ от Намибии. С 18 февраля 1996 года является первым и единственным человеком, сумевшим выбежать из 20 секунд в беге на 200 метров в помещении. Действующий рекордсмен Африки на дистанции 200 метров на открытом воздухе с 1992 года.

### Личные рекорды
| Дистанция  | Время (Секунды) | Дата           |
| ---------- | --------------- | -------------- |
| 100 метров | 9.86            | 3 июля 1996    |
| 200 метров | 19.68 AR        | 1 августа 1996 |
| 400 метров | 46.28           | 1 january 1989 |

### Личные рекорды в помещении
| Дистанция     | Время (Секунды) | Дата            |
| ------------- | --------------- | --------------- |
| 50 метров     | 5.77 с          | 24 Февраля 2002 |
| 60 метров     | 6.51 с          | 12 Марта 1993   |
| 100 метров    | 10.05 с         | 12 Февраля 1996 |
| 200 метров WR | 19.92 с         | 18 Февраля 1996 |
| 300 метров    | 32.36 с         | 28 Февраля 2003 |

## Достижения
Бег на 60 метров:

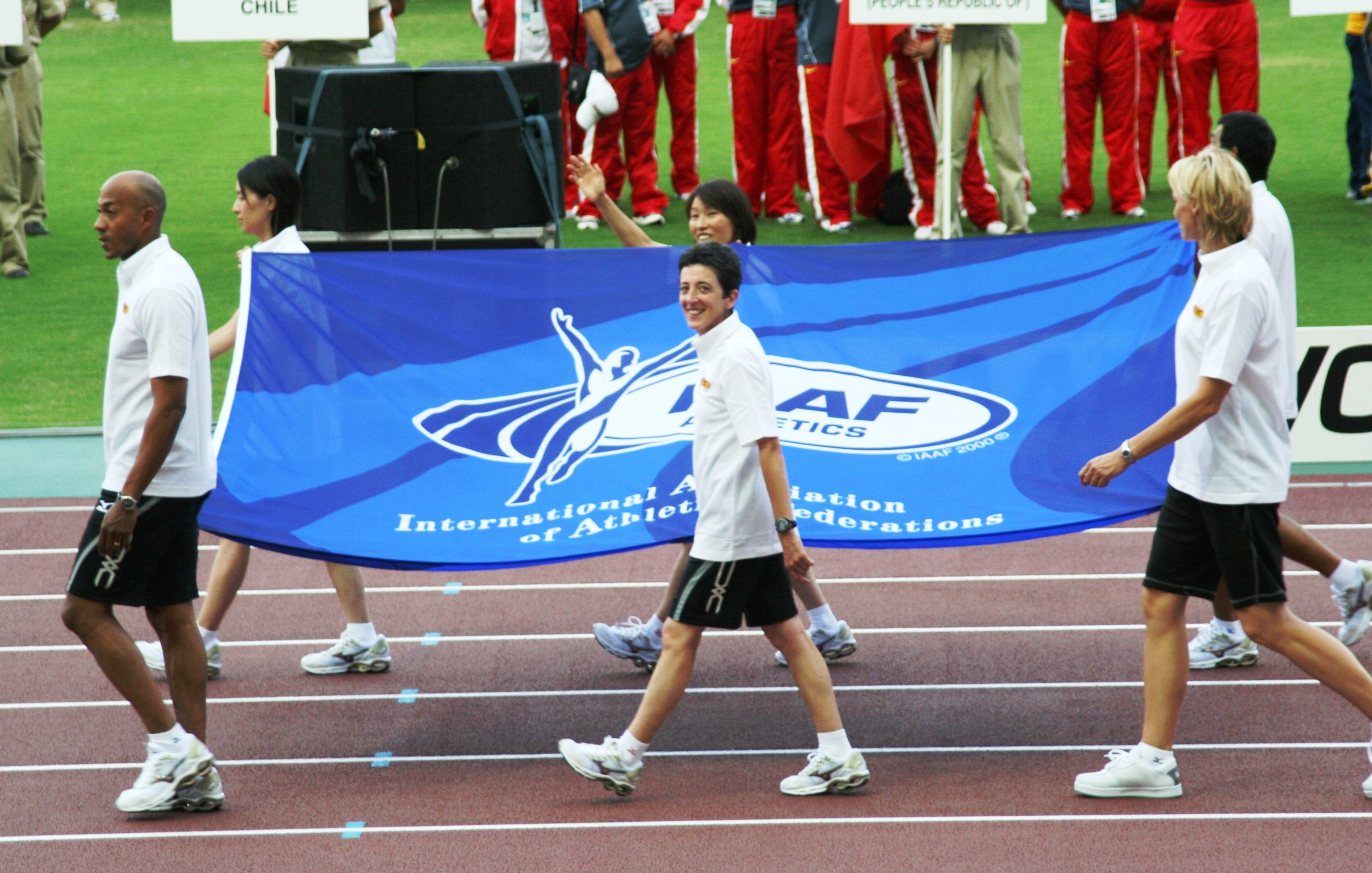
На открытии чемпионата мира 2007 (ближний слева)

- Серебряный призёр чемпионата мира 1993 — 6,51

Бег на 100 метров:
- Победитель всеафриканских игр 1991
- Серебряный призёр Олимпийских игр 1992 — 10,02
- Бронзовый призёр игр Содружества
- Серебряный призёр Олимпийских игр 1996 — 9,89
- Победитель финала Гран-при ИААФ 1998 — 10.11
- Серебряный призёр чемпионата Африки 1998
- Серебряный призёр игр Содружества 1998
- Бронзовый призёр всеафриканских игр 1999

Бег на 200 метров
- Серебряный призёр чемпионата мира 1991 — 20,34
- Победитель всеафриканских игр 1991
- Победитель финала Гран-при ИААФ 1991 — 20,47
- Серебряный призёр Олимпийских игр 1992 — 20,13
- Победитель чемпионата мира 1993 — 19,85
- Победитель финала Гран-при ИААФ 1993 — 20,34
- Победитель игр Содружества 1994
- Серебряный призёр игр доброй воли 1994 — 20,17
- Серебряный призёр континентального кубка ИААФ 1994 — 20,55
- Серебряный призёр чемпионата мира 1995 — 20,12
- Победитель финала Гран-при ИААФ 1995 — 20,21
- Серебряный призёр Олимпийских игр 1996 — 19,68
- Серебряный призёр чемпионата мира 1997 — 20,23
- Победитель финала Гран-при ИААФ 1997 — 19,81
- Победитель континентального кубка ИААФ 1998 — 19,97
- Победитель чемпионата мира 1999 в залах — 20,10
- Серебряный призёр континентального кубка ИААФ 2002 — 20,20
- Победитель игр Содружества 2002
- Серебряный призёр всеафриканских игр 2003
- Серебряный призёр всемирного легкоатлетического финала 2004 — 20,31
- 4-е место на Олимпийских играх 2004

## Награды
- Африканский спортсмен года по версии Би-би-си: 1993